# Rugby club nîmois
‌
Maillots
Actualités
Le Rugby Club nîmois, couramment abrégé en RCN ou en RC Nîmes, est un club français de rugby à XV domicilié à Nîmes et fondé en 1963. Le Rugby Club nîmois date en réalité de 1923, naissant de la fusion de plusieurs clubs corporatistes, mais disparaîtra en 1928 pour renaître sous le nom de Stadoceste nîmois qui lui-même ralliera le XIII en 1938, soit le Gallia XIII.

## Histoire
À défaut d'avoir connu les honneurs d'un titre de champion de France ou d'une victoire en Challenge Yves Du Manoir, le Rugby Club Nîmes Gard peut se targuer de faire partie des clubs historiques français.

### Création du Club (1963)
La création du Rugby Club nîmois date de 1963 sous l'impulsion de Nicolas Kaufmann qui deviendra Président et dont le stade porte le nom.
L'ascension est fulgurante, saison après saison jusqu'en 1967, le club gravit les marches des séries.

### Lente ascension vers l'élite du rugby français

#### Championnat de France Honneur (1968)
L'homme providentiel, Louis Gagnière arrive de l'AS Béziers en qualité d’entraîneur joueur en 1968. Le RCN devient champion de France Honneur, seul titre glané, à ce jour[Quand ?] en championnat, par l'équipe première.
Le RCN joue en troisième division pendant 5 ans jusqu'en 1973 avec des fortunes diverses.

#### Montée en deuxième division puis en première division
Avec l'appoint de l'international Paul Dedieu, le club monte en deuxième division en 1974 puis en première division la saison suivante après une victoire sur Langon 12-10 en 1975. Louis Gagnière devient président et le restera pendant 28 ans.
Fruit du travail en profondeur, avec des joueurs formés au club, il aura suffi de 12 saisons pour atterrir en championnat de France groupe B à partir de là saison 1975-1976.
Entre 1976 et 1978, le club se situe en milieu de tableau.
En 1979, le RCN termine deuxième de sa poule, échouant ainsi de peu à la montée en groupe A.

#### Montée en première division groupe A (1980)
Le club monte en championnat de France groupe A en 1980 au cours d'un match mémorable de ¼ de finale contre La Voulte des frères Gilles et Didier Camberabero. Le RCN joue désormais dans la cour des grands et l'ovale et s'implante durablement dans la cité romaine languedocienne puisque restera près de 20 ans dans l'élite.
L'année suivante, le club progresse et termine sixième de sa poule avec notamment un succès de prestige contre l'AS Béziers 18-15 (au stade Nicolas-Kaufmann).
Qualifié en 1/16e de finale, Nîmes est ensuite éliminé par l'USA Perpignan.
En 1982 et en 1983, Nîmes échappe de peu à la relégation, neuvième seulement de sa poule de 10 puis se rapproche du milieu de tableau les deux années suivantes.
En 1986, Le RCN est invaincu à domicile au stade Nicolas-Kaufmann, on parle des Nîmois en terme élogieux mais l'AS Béziers reste intouchable en 1/8e de finale aller-retour0. La tribune principale du stade est inaugurée, offrant enfin des installations dignes des résultats sportifs du RCN.

#### Vice-champion de France de première division groupe B (1988)
En 1987, la saison est décevante, quelques bons résultats acquis dans la douleur n'empêchent pas le club de terminer à la dernière place de sa poule.
L'année suivante le Championnat championnat est porté à 80 clubs groupés initialement en seize poules de cinq. Les deux premiers de chaque poule (soit 32 clubs) forment alors le groupe A et se disputent le Bouclier de Brennus. Les autres forment alors le groupe B et après une première phase de brassage, le club 3e de son groupe est relégué en championnat de France groupe B.
Le RC Nîmes devient vice-champion de France groupe B après avoir perdu la finale contre Rumilly 12-10.

#### Vainqueur du Challenge de l'Espérance 1988
Le RCN remporte le Challenge de l'Espérance en 1988 après avoir battu l'US Marmande en finale sur le score de 15-13.
Composition de l'équipe
1. Jean-Jacques Sauveterre  2. Didier Max  3. Christophe Rouchausse
4. Thierry Devergie  5. Christian Bousquet
6. Éric Tissot  8. Michel Castello  7. Jean Cazaute
9. Alain Macabiau 10. Bernard Vivies
11. Pierre Fra   12. Alain Gozioso  13. Marc Andrieu  14. Éric Lassale
15. Bernard Monnier
En 1990 le RCN est stoppé en 1/8e de finale par le Stade toulousain.
En 1991 : le RCN est classé 7e club français grâce à des leaders comme l’international Thierry Devergie ou l’ancien toulonnais Jérôme Bianchi.
Le club sort Biarritz en 1/8e de finale mais l'obstacle de l’AS Béziers reste insurmontable en 1/4 de finale.
Qu'importe, le RCNG est reconnu comme un grand club de l'Ovalie.

#### Vainqueur du Challenge de l'Espérance 1991
Le RCN remporte le Challenge de l'Espérance en 1991 après avoir battu l'US Colomiers des futurs internationaux Fabien Galthié et Jean-Luc Sadourny en finale sur le score de 27-12.
Composition de l'équipe
1. Hervé Chabowski  2. Hervé Guiraud  3. Dimitri Chipreo
4. Yannick Bocquenet  5. Thierry Devergie
6. Michel Castello  8. Thierry Tescari  7. Thierry Bertrand
9. Gilles Culie 10. Bernard Vivies
11. Jean-Claude Langlade   12. Marc Andrieu  13. Yacine Belkhous  14. Alain Gozioso
15. Bernard Monnier
En 1992, le RCN obtient le titre officieux et honorifique de champion d'automne mais l'équipe nîmoise finit finalement deuxième de sa poule derrière le Stade toulousain mais s'incline dès les 1/16e de finale face à Toulon.
En 1993, si l’équipe échoue à se qualifier en championnat, elle est admise en Challenge Yves du Manoir où pour une première participation, elle se voit reverser dans une poule difficile mais termine finalement deuxième derrière Les mammouths de Grenoble avant de se voir éliminer par l'US Dax en barrage.
En 1994, si les Juniors Reichel deviennent vice-champion de France face au Stade toulousain, l'équipe première échoue à se qualifier tant en championnat qu'en challenge du Manoir.
En 1995 le RC Nîmes obtient sa qualification pour le Top 16.
Le demi de mêlée du club Frédéric Dupont est sélectionné avec l'équipe de Côte d'Ivoire lors de la coupe du monde 1995.
En 1996 le club recrute l'ouvreur landais Hervé Labat, un
des buteurs les plus prolifiques de sa génération. Après avoir débuté le championnat par deux victoires, le club termine finalement 7e de sa poule et perd en barrage de maintien contre Périgueux. Finalement, le RCN est sauvé sur tapis vert à la suite du refus d’Argelès dont les dirigeants doivent refuser la montée pour des raisons financières.
Le nouvel international Hervé Guiraud quitte alors le club pour le RC Narbonne.

### Déclin du RC Nîmes

#### Relégation en groupe A2 (1997)
En 1997, en terminant 9e sur 10 de sa poule, le club est cette fois ci rétrogradé en groupe A2 mais atteint la même année les quarts de finale de la coupe de France.

#### Remontée en groupe A1 (1998)
En 1998, le club meilleur battu des 1/4 de finale profite de l’élargissement de l’élite à 24 club et du dépôt de bilan du Montpellier RC pour remonter dans l’élite et ce pour 2 ans en 1999 et 2000.

#### Relégation en Élite 2 (2000)
Le club évolue en Élite 2 lors de la saison 2000-2001.

#### Relégation en Nationale 1 (2001)
En 2001 c'est une nouvelle rétrogradation que le club subit cette fois-ci en Nationale 1.
Le club joue les premiers rôles du championnat amateur sans pouvoir aller au bout de ses ambitions entre 2002 et 2008.

#### Relégation en Fédérale 2 (2009)
Par décision de la DNAGC, le club est relégué en 2009 en Fédérale 2.
Dans l'urgence et des conditions difficiles (notamment un passif financier qu'il convient de résorber), Claude Pontaud est élu Président avec l'ambition d'amener le club à sa place.

#### Montée en Fédérale 1 (2011)
En 2011 le club retrouve sa place en Fédérale 1 à la suite d'une saison fantastique avec notamment 14 succès en 14 matchs à domicile et un quart de finale contre Rodez qui restera dans les annales pour son suspens.

#### Double relégation en Fédérale 3 (2012)
2012 restera comme une année noire pour le RCNG. Sportivement d'abord, avec seulement 4 victoires au compteur le RCNG ne parviendra pas à se maintenir. Financièrement ensuite, avec un budget en déficit, la DNACG condamnera le RCNG à jouer en Fédérale 3.
Prenant la sanction de la DNACG comme une chance, le RCNG souhaite renaître de ses cendres. Le Conseil d'Administration demande dès le mois de juillet à Olivier Bonné de s’engager. Il devient vice-président en juin 2012 et demande la mise en redressement judiciaire afin de poursuivre l'activité du club en Fédérale 3 pour la saison suivante. Le redressement va permettre de rembourser les 1,6 M€ de dettes. Le club fait revenir tous les anciens Nîmois et les remontées vont se succéder. Olivier Bonné succède à Claude Pontaud en septembre 2013. De F3 à F2, F1 (2 fois car le club refuse la 1ère montée).

#### Montée en Fédérale 2 (2014)
Nîmes accède à la Fédérale 2 en 2014.
Qualifié en championnat de France de fédérale 2 le RC Nîmes succombe (13-19) contre l'AS vauréenne, futur vice champion de France en 2015.
Promu sur le terrain, le RC Nîmes et le président refuse l'accession en Fédérale 1 et demande à la DNACG d’entériner sa position. Les poules de F1 étaient géographiques. Le RCN aurait été versé dans la poule du sud-est avec Bourg-en-Bresse Bresse, Valence-Roman, Vienne, Bourgouin, Nice, Narbonne…
Le club choisi la prudence et continue à construire mais regagne la montée l’année suivante et accède en F1.

#### Montée en Fédérale 1 (2016)
Le club monte enfin en Fédérale 1 en 2016.

#### Montée en Nationale 2 (2022)
Nîmes est promu dans le nouveau championnat de Nationale 2 en 2022.
Olivier Bonné passe la main à l’un de ses vices-président Steeve Calligaro en novembre 2021.
Steeve Calligaro, nouveau président du Rugby Club Nîmois et le président du Groupe Bastide, Vincent Bastide, signe une convention de partenariat pour la saison 2023/2024, renouvelable.

## Identité visuelle

### Logo

Évolution du logo
Ancien logo.
Ancien logo vers 1990.
Ancien logo vers 1993.
Ancien logo vers 1998.
Ancien logo abandonné en 2012.
Logo de 2012 à 2017.
Logo de 2017 à 2022.
Logo instauré en 2022.

## Palmarès
Le tableau suivant récapitule les performances du Rugby Club Nîmes Gard dans les diverses compétitions françaises.
| Compétitions nationales | Compétitions de jeunes |
| --- | --- |
| Championnat de France première division - Quart-de-finaliste : 1991 Challenge de l'Espérance (3) - Vainqueur : 1988, 1991 et 2002 - Finaliste : 1989 et 2004 Championnat de France groupe B - Vice-champion : 1988 Challenge Yves du Manoir - Quart-de-finaliste : 1997 Championnat de France Honneur (1) - Champion : 1968 Championnat de France Nationale B2 (1) - Champion : 1995 Championnat de France Fédéral B (2) - Champion : 2002, 2004 et 2010 | Championnat de France juniors Reichel - Finaliste : 1994 Coupe Alamercery - Demi-finaliste : 2004 National U18 - Champion : 2022 |

### Les finales du club
| Compétition              | Date de la finale | Vainqueur    | Score   | Finaliste                       | Lieu de la finale                              | Spectateurs |
| ------------------------ | ----------------- | ------------ | ------- | ------------------------------- | ---------------------------------------------- | ----------- |
| Challenge de l'Espérance | 23 avril 1988     | RC Nîmes     | 15 – 13 | US Marmande                     | Stade Armandie, Agen                           | 1 179       |
| Groupe B                 | 29 mai 1988       | FCS Rumilly  | 12 – 10 | RC Nîmes                        | Stade Battandier-Lukowiak, La Voulte-sur-Rhône |             |
| Challenge de l'Espérance | 4 juin 1989       | US Colomiers | 18 – 15 | RC Nîmes                        | Stade municipal, Villefranche-de-Lauragais     |             |
| Challenge de l'Espérance | 26 mai 1991       | RC Nîmes     | 27 – 12 | US Colomiers                    | Stade Sabathé, Montpellier                     |             |
| National -18             | 5 juin 2022       | RC Nîmes     | 21 - 7  | Rassemblement bassin de l'Adour | Stade municipal, Revel                         | 700         |

## Personnalités du club

### Joueurs emblématiques
- Jean-Claude Langlade
- Jérôme Bianchi
- Marc Andrieu
- Bernard Viviès
- Hervé Chabowski
- Pierre-Édouard Detrez
- Yvan Buonomo
- Thierry Devergie
- Paul Dedieu
- André Lubrano
- Didier Camberabero
- Hervé Guiraud
- Bernard Monnier
- Laurent Alarcon
- Francis Laruaz
- Laurent Gomez

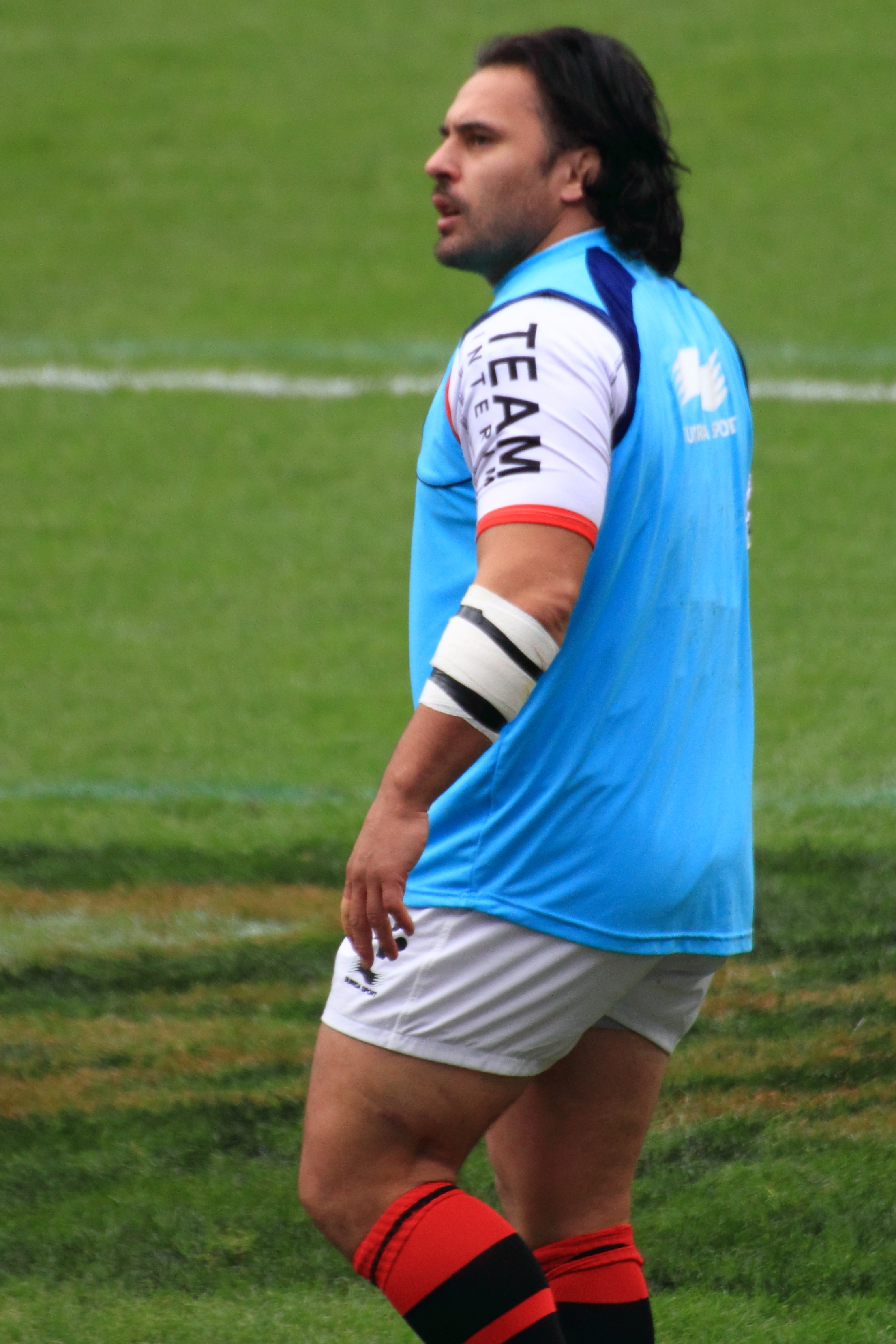
Sébastien Bruno
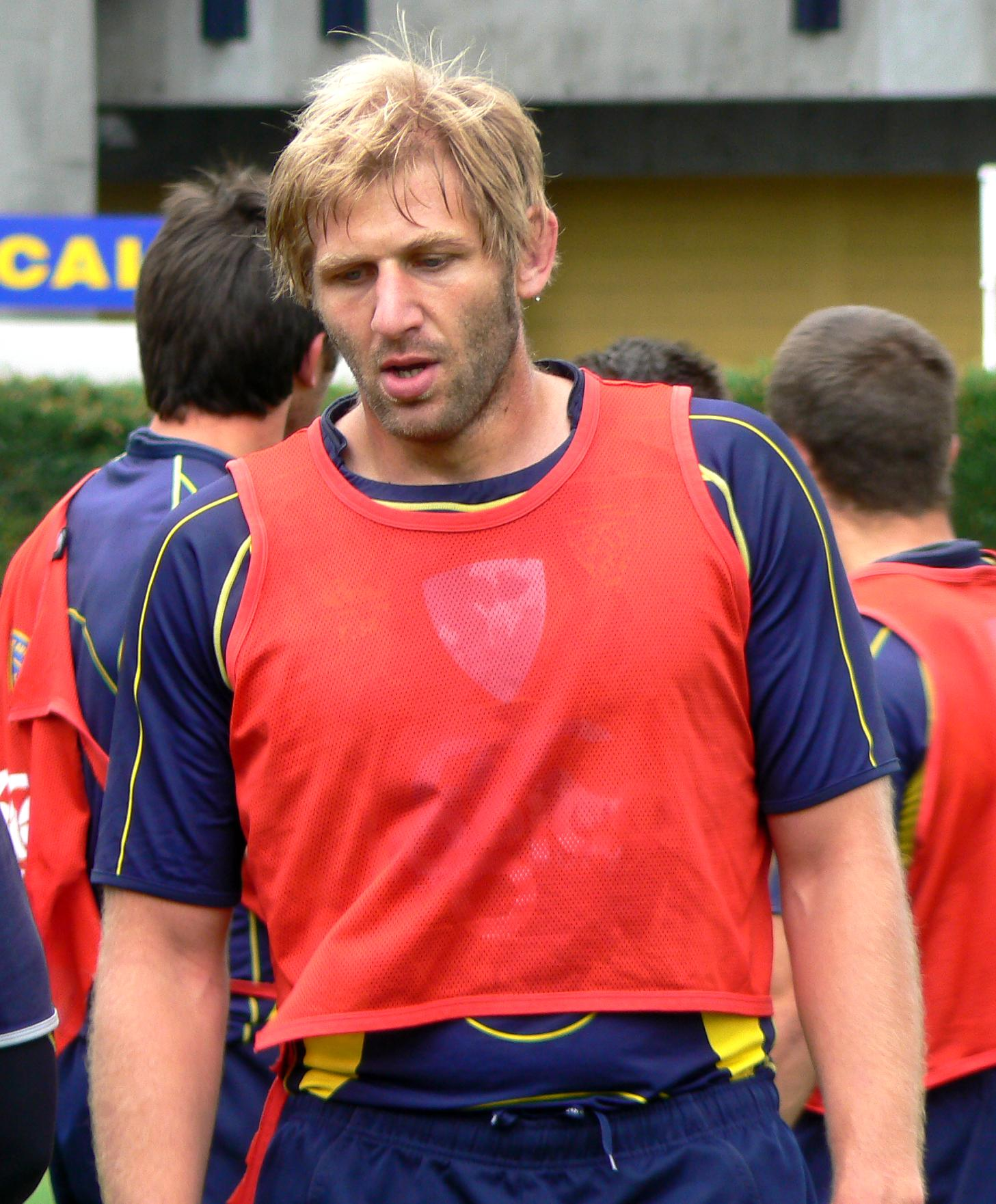
Thibaut Privat
- Alain Macabiau
- Jean Daudé
- Laurent Guétard
- Hervé Labat
- Éric Tissot
- Philippe Capelle
- Didier Chouchan
- Benoît Roig
- Clément Castets
- Wilfrid Hounkpatin
- Laurent Travini
- David Coulon
- Jean-Jacques Sauveterre
- Tavite Veredamu
- Philippe Folbaum
- Serge Michel
- Fabrice Fabre
- Marc Codlin
- Richard Palmer
- Alain Gozioso
- Éric Gozioso
- Thierry Ginhac
- José Castello
- Jean Bourgade
- Olivier Pâris
- Bruno Bellucci
- Frédéric Dupont
- Vasile Brici
- Nicu Branescu
- Patrice Richaud
- Pierre Baixeras
- Stéphan Benguigui
- Olivier Diomandé
- Sébastien Soriano
- Craig Mounsey
- Ian Regan Sue
- Jérémy Valls
- Frédéric Benazech
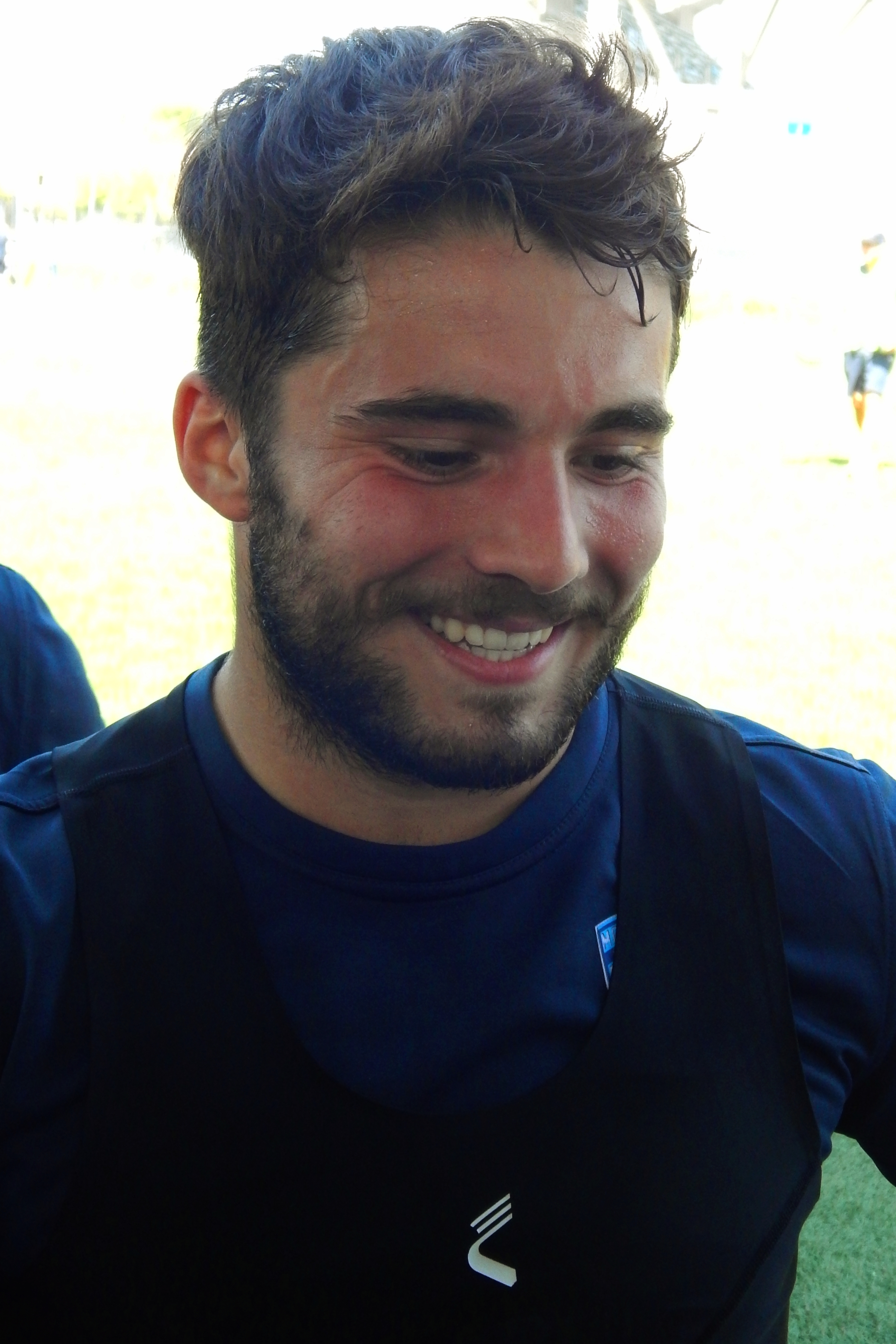
Louis Foursans-Bourdette
- Tim Daniel-Meissen

- Sébastien Bruno
- Thibaut Privat
- Louis Foursans-Bourdette

### Les capitaines
- 1983-1987 Pierre-Édouard Detrez
- 1988-1992 Bernard Viviès
- 1994-1995 Yannick Bocquenet
- 1995-1996 Hervé Guiraud
- 1996-1997 Laurent Travini
- 1998-1999 Marin Olivier
- 1999-2001 Benoît Roig
- 2002-2005 Laurent Perrin
- 2005-2008 Jérémy Valls
- 2009-2010 Romain Tissot
- 2010-2011 Olivier Diomandé
- 2016-2017 Nicolas Alcade
- 2019-2023 Mathieu Roca
- 2023-2024 Benjamin Barnerias[11]
- 2024- Justin Phillips (en)[12]

### Les entraîneurs
- 1968- Louis Gagnière
- 1980-1981 André Buonomo et Jean Clerc
- 1982-1987 Daniel Saubier
- 1988-1989 André Quilis
- 1989-1990 Christian Bourrel
- 1990-1993 Christian Bourrel et Marius Albarel
- 1993-1994 Bernard Viviès et Marc Andrieu
- 1994-1998 Bernard Viviès et Michel Berard
- 1998-1999 Michel Berard et Dominique Davanier
- 1999-2000 François Anne et Thierry Ginhac
- 2000-2001 Jean Cazaute et Stéphane Nicolas
- 2001-2003 Bernard Monnier et Thierry Tescari
- 2003-2004 Pierre-Édouard Detrez et Daniel Saubier
- 2004-2005 Eric Tissot et Serge Sassolat
- 2005-2006 Eric Tissot et Jean-Claude Langlade
- 2006-2007 Jean Cazaute et Laurent Cutillas
- 2007-2008 Philippe Gensana et Laurent Cutillas
- 2008-2009 Daniel Saubier, Philippe Capelle et Régis Djimaldet
- 2009-2010 Jérémy Valls et Pierre Tacchela
- 2010-2011 Michel Bérard, Jean-Michel Meunier et Michaël Gooding
- 2011-2012 Michel Bérard, Jean-Michel Meunier et Benjamin Bagate
- 2012-2013 Michel Bérard, Serge Sassolat et Frédéric Lloveras
- 2013-2016 Michel Bérard, Frédéric Lloveras et Jean-Baptiste Poulon
- 2016-2017 Michel Bérard, Pierre Tacchela et Frédéric Lloveras
- 2017-2018 Jean Vincent Cayuela, Frederic Lloveras, Christian Perez et Jean Baptiste Poulon
- 2018-2019 Armand Mardon et Patrick Escande
- 2019-2020 Armand Mardon, Eric Tissot et Patrick Escande
- 2020-2021 Jean-Michel Millet, Pierre Tachella et Jean-Baptiste Cuq
- 2021-2022 Nicolas Alcalde, Jean-Michel Millet et Jean-Baptiste Cuq
- 2022- Guillaume Aguilar et Jean-Baptiste Poulon

### Les présidents
- 1963- Nicolas Kaufmann
- Henri Arnal
- Jacques Gazeilles
- 1974-2002 Louis Gagnière
- 2002-2003 Pierre-Marie Meynadier
- 2003-2006 Pierre Tissot
- 2006-2008 Louis Gagnière
- 2008-2009 Jean Bueno
- 2009-2012 Claude Pontaud
- 2013-2021 Olivier Bonné
- 2021- Steeve Calligaro

### Effectif de l'équipe première
| Nom                   | Poste            | Naissance         | Nationalité sportive | Sélections | Club précédent           | Arrivée au club |
| --------------------- | ---------------- | ----------------- | -------------------- | ---------- | ------------------------ | --------------- |
| Revazi Tsiklauri      | Pilier           | 13 juillet 1996   | Géorgie              | -          | RC Suresnes              | 2022            |
| Marco Ciccioli        | Pilier           | 6 novembre 1995   | Argentine            | -          | Club Atlético San Isidro | 2021            |
| Elias Nouri           | Pilier           | 16 novembre 1993  | France               | -          | Formé au club            | -               |
| Paul Oliver           | Pilier           | 8 mars 1990       | France               | -          | Rugby olympique agathois | 2018            |
| Maxime Barbet         | Pilier           | 24 octobre 2000   | France               | -          | Stade montois rugby      | 2021            |
| Thomas Duprat         | Pilier           | 18 mars 1998      | France               | -          | Racing Club narbonnais   | 2021            |
| Alexandre Nierat      | Pilier           | 1er juillet 1990  | France               | -          | Formé au club            | -               |
| Baptiste Phalip       | Talonneur        | 13 janvier 1995   | France               | -          | CS Bourgoin-Jallieu      | 2022            |
| Mathieu Marra         | Talonneur        | 1er mai 1991      | France               | -          |                          |                 |
| Maxence Boissière     | Deuxième ligne   | 22 janvier 2000   | France               | -          | Blagnac Rugby            | 2023            |
| Rémy Sellan           | Deuxième ligne   | 19 juin 2000      | France               | -          | Stade aurillacois        | 2022            |
| Dorian Gely           | Deuxième ligne   | 24 mars 1996      | France               | -          |                          |                 |
| David Gonzalez        | Deuxième ligne   | 17 décembre 1993  | Espagne              |            |                          |                 |
| Arthur Vernier        | Deuxième ligne   | 8 juin 1994       | France               | -          | Formé au club            | -               |
| Rynardt van Wyk (en)  | Troisième ligne  | 6 mars 1991       | Afrique du Sud       | -          | AS Mâcon                 | 2022            |
| Tom Llabres           | Troisième ligne  | 7 mai 1994        | France               | -          | US Carcassonne           | 2016            |
| Mathieu Roca          | Troisième ligne  | 7 janvier 1988    | Espagne              |            | Stade Rodez Aveyron      | 2019            |
| Baptiste Sparano      | Troisième ligne  | 7 janvier 2001    | France               | -          | Formé au club            | -               |
| Paul Cuny             | Troisième ligne  | 29 mars 1999      | France               | -          | Stade rochelais          | 2020            |
| Valentin Tonin        | Troisième ligne  |                   | France               | -          | US Carcassonne           | 2016            |
| Benjamin Barnerias    | Troisième ligne  | 8 septembre 1997  | France               | -          | Stade Rodez Aveyron      | 2019            |
| Kyle Bowman           | Demi de mêlée    | 30 septembre 1997 | Afrique du Sud       | -          | Ikey Tigers (en)         | 2022            |
| Justin Phillips (en)  | Demi de mêlée    | 3 février 1995    | Afrique du Sud       | -          | SO Chambéry              | 2022            |
| Damien Pichard        | Demi de mêlée    | 22 juillet 1998   | France               | -          | Formé au club            | -               |
| Pierre Chastaing      | Demi d'ouverture | 18 décembre 1997  | France               | -          | RC Aubenas Vals          | 2022            |
| Nathan Sabbia         | Demi d'ouverture | 24 avril 2000     | France               | -          | Stade aurillacois        | 2022            |
| Thomas Roche          | Centre           | 25 avril 2000     | France               | -          | C' Chartres              | 2022            |
| Robin Demars          | Centre           | 30 juillet 2001   | France               | -          | Montpellier HR           | 2022            |
| Romain Darmon         | Centre           | 23 septembre 1992 | France               | -          | Montpellier HR           |                 |
| Rémy Pichard          | Centre           | 29 juin 1996      | France               | -          | Formé au club            | -               |
| Charles Robbe         | Centre           | 4 décembre 1992   | France               | -          | Formé au club            | -               |
| Pierre-Gilles Lakafia | Ailier           | 12 mars 1987      | France               | à 7        | US Tours                 | 2022            |
| Junior Ngandu         | Ailier           | 17 janvier 2001   | France               | -          | RC Suresnes              | 2022            |
| Mathias Fages         | Ailier           | 28 décembre 2001  | France               | -          | Montpellier HR           | 2022            |
| Mickaël Chiker        | Ailier           | 21 mars 1991      | France               | -          | SA XV Charente           | 2016            |
| David Chipot          | Ailier           | 18 juillet 1991   | France               | -          | RC Aubenas Vals          | 2023            |
| Mathieu Roucoux       | Ailier           | 1er décembre 1994 | France               | -          | RC Châteaurenard         | 2020            |
| Hugo Sassolat         | Ailier           |                   | France               | -          | Formé au club            | -               |
| Antoine Bonnet        | Arrière          | 10 octobre 1999   | France               | -          | Formé au club            | -               |
| Samuel Roche          | Arrière          | 16 mars 1997      | France               | -          | Provence rugby           | 2019            |